# Amastra cornea
†Amastra cornea was a species of air-breathing land snails, terrestrial pulmonate gastropoda Molluscas trong họ Amastridae. This species was đặc hữu to Hoa Kỳ, to be more precise, to (Hawaii).